# グランドスラム・東京2015
グランドスラム・東京2015は2015年12月4日から6日の3日間にわたって、東京体育館で開催された柔道の国際大会。
　　　　

## 大会概要
| 正式名称 | GRAND SLAM TOKYO 2015 INTERNATIONAL JUDO TOURNAMENT |
| 開催日程 | 4日 男子60 kg級、66 kg級、女子48 kg級、52 kg級、57 kg級 5日 男子73 kg級、81 kg級、女子63 kg級、70 kg級 6日 男子90 kg級、100 kg級、100 kg超級、女子78 kg級、78 kg超級 |
| 開催場所 | 東京体育館 |
| 主催     | 財団法人全日本柔道連盟 |

## 大会結果

### 男子
| 階級        | 金                           | 銀                   | 銅                                      |
| ----------- | ---------------------------- | -------------------- | --------------------------------------- |
| 60kg以下級  | 髙藤直寿                     | ベスラン・ムドラノフ | 志々目徹 金源鎮                         |
| 66kg以下級  | 髙上智史                     | 海老沼匡             | 髙市賢悟 ダワードルジ・トゥムルフレグ   |
| 73kg以下級  | 秋本啓之                     | 安昌林               | ヌグザリ・タタラシビリ ムサ・モグシコフ |
| 81kg以下級  | アブタンディル・チリキシビリ | イ・スンス           | 永瀬貴規 王己春                         |
| 90kg以下級  | ベイカー茉秋                 | アスレイ・ゴンサレス | 西山大希 郭同韓                         |
| 100kg以下級 | 羽賀龍之介                   | チョ・グハム         | エルマール・ガシモフ シリル・マレ       |
| 100kg超級   | 原沢久喜                     | 七戸龍               | 上川大樹 スタニスラフ・ボンダレンコ     |

### 女子
| 階級       | 金                     | 銀                       | 銅                                        |
| ---------- | ---------------------- | ------------------------ | ----------------------------------------- |
| 48kg以下級 | 近藤亜美               | 浅見八瑠奈               | サラ・メネゼス ナタリア・コンドラテワ     |
| 52kg以下級 | 中村美里               | 志々目愛                 | 橋本優貴 アナベル・ウラニ                 |
| 57kg以下級 | 芳田司                 | エレーヌ・ルスボー       | ドルジスレン・スミヤ ヘドヴィグ・カラカス |
| 63kg以下級 | マルティナ・トライドス | ティナ・トルステニャク   | 田代未来 エカテリーナ・バルコワ           |
| 70kg以下級 | 新井千鶴               | 大野陽子                 | リンダ・ボルダー マリア・ポルテラ         |
| 78kg以下級 | ケイラ・ハリソン       | フーシェ・ステーンハイス | アナマリ・ベレンシェク ジェマ・ギボンズ   |
| 78kg超級   | 稲森奈見               | イダリス・オルティス     | エミリ・アンデオル イリーナ・キンゼルスカ |

## 各国メダル数
| 順 | 国・地域         | 金 | 銀 | 銅 | 計 |
| -- | ---------------- | -- | -- | -- | -- |
| 1  | 日本             | 11 | 5  | 7  | 23 |
| 2  | ジョージア       | 1  | 0  | 1  | 2  |
| 3  | ドイツ           | 1  | 0  | 0  | 1  |
| 3  | アメリカ合衆国   | 1  | 0  | 0  | 1  |
| 5  | 韓国             | 0  | 3  | 3  | 6  |
| 6  | キューバ         | 0  | 2  | 0  | 2  |
| 7  | フランス         | 0  | 1  | 3  | 4  |
| 7  | ロシア           | 0  | 1  | 3  | 4  |
| 9  | スロベニア       | 0  | 1  | 1  | 2  |
| 10 | オランダ         | 0  | 1  | 0  | 1  |
| 11 | ブラジル         | 0  | 0  | 2  | 2  |
| 11 | モンゴル         | 0  | 0  | 2  | 2  |
| 11 | ウクライナ       | 0  | 0  | 2  | 2  |
| 14 | アゼルバイジャン | 0  | 0  | 1  | 1  |
| 14 | イギリス         | 0  | 0  | 1  | 1  |
| 14 | ハンガリー       | 0  | 0  | 1  | 1  |
| 14 | イスラエル       | 0  | 0  | 1  | 1  |

## 誤審を巡る騒動等
- 今大会における81kg級準決勝の永瀬貴規対韓国のイ・スンス戦で誤審が起こった。この試合では永瀬が指導1でリードした中盤にイに内股を仕掛けたが跨れたために、股間の下に入り込んだ左手がイの帯の外に出た上裾を掴んだ状態から、イを掬投のように勢いよく投げた[3][4]。しかしながら、それがポイントにならないどころか、永瀬の反則負けの対象となる脚取りと見なされて3位に終わり、今大会3連覇はならなかった。監督の井上康生はジュリーに対して、一連の攻撃では下半身に触れておらずルール上反則にならないと猛然と抗議した。ビデオで何度もチェックし直すと、下半身には触れていなかったことが明らかになったために、IJF主任審判委員長のフアン・カルロス・バルコスは誤審を認めて謝罪した。だが、結局判定が覆ることはなかった。井上はこの件に関して「2度とあってはならないことだし、納得できない部分があるので」IJFに意見書を提出するという。永瀬を指導する筑波大学総監督の岡田弘隆は、「主審は仕方がない。ビデオでチェックするジュリー（審判委員）の知識と理解が足りなかった。ちょっとレベルを疑います」とコメントした[5][6][7]。2019年までに帯の外に出てない上裾を帯と一緒に掴まないで掴むと脚取り扱いで反則となった[8][9][10]。
- キューバ女子ナショナルチームの名物監督として知られるロナルド・ベイティアは約30年も監督業を続けてきたものの、今大会が海外の国際大会で監督を務める最後の大会となった。78 kg超級決勝戦でイダリス・オルティスが稲森奈見に合技で敗れた試合がコーチ席に付いた最後の試合となった。大会後、IJFからは功労賞が贈られた。2016年のリオデジャネイロオリンピックでは観客席からキューバの選手を応援することになるという[11]。

## テレビ放送
本大会はテレビ東京系列により放送された。MCを小泉孝太郎、秋元玲奈、ゲスト解説を吉田秀彦、杉本美香、解説を穴井隆将、小野卓志、杉本美香、福見友子がそれぞれ担当した。また、大会初日には野村忠宏がスペシャルゲストとして招待された。さらに、マーティ・フリードマンの“威風堂々〜The Path to Glory”が応援ソングとなった。

## 外部サイト
- 柔道グランドスラム東京2015：テレビ東京
- Grand Slam Tokyo